# チェッロ・アル・ヴォルトゥルノ
チェッロ・アル・ヴォルトゥルノ（イタリア語: Cerro al Volturno）は、イタリア共和国モリーゼ州イゼルニア県にある、人口約1,300人の基礎自治体（コムーネ）。

## 地理

### 位置・広がり
イゼルニア県西部のコムーネである。

#### 隣接コムーネ
隣接するコムーネは以下の通り。
- アックアヴィーヴァ・ディゼルニア
- カステル・サン・ヴィンチェンツォ
- コッリ・ア・ヴォルトゥルノ
- フォルリー・デル・サンニオ
- フォルネッリ
- モンテネーロ・ヴァル・コッキアーラ
- ロッケッタ・ア・ヴォルトゥルノ

## 行政

### 分離集落
チェッロ・アル・ヴォルトゥルノには、以下の分離集落（フラツィオーネ）がある。
- Case, Cerreta, Cupone, Foci, Foresta, Mancini, Petrara, Piano d'Ischia, Rione Rossi, San Giovanni, San Vittorino, Santilli, Valloni